# 音海まい
音海 まい（おとみ まい）は、日本のアイドル。女性アイドルグループ「FR2PON!」のメンバーである。

## 略歴
1997年4月2日、東京都で生まれる。

### KissBeeYouth時代
2019年6月13日、アイドルグループKissBeeの研究生であるKissBeeYouthTeam Bとしてデビュー。同年10月26日、新メンバー加入と同時にTeam Kに移動。

### 噛ム噛ムバンパイア時代
2020年12月12日、SHOWROOMの審査を経て、新グループ 噛ム噛ムバンパイアに移籍。翌2021年5月22日、卒業。

### Zero Project時代
2021年8月14日、Zero Project Cブロックとしてデビュー。その後、Zero Project 選抜へ昇格し、翌2022年2月27日の選抜メンバーラストライブと同時に卒業。

### 君のヒロイン時代
2022年4月10日、君のヒロインの黄色担当としてデビュー。同年8月に卒業。

### FR2PON!時代
2023年11月18日、FR2PON!のピンク色担当としてデビュー。

## 人物
努力家であり、寂しがり屋な性格。また童顔な見た目から、ファンやメンバーなどからは中学生などといじられている。
好きな食べ物は抹茶、サーモン、チーズ、タピオカ。
モナ(♀)とマロン(♂)という2匹のネコを飼っており、LINE LIVEやTikTokの配信で度々登場する。